# Însămânțarea norilor

Modificarea climei prin însămânțarea norilor poate fi făcută cu generatoare de la sol, cu avioane sau cu rachete

Însâmânțarea norilor este tehnica prin care se încearcă modificarea cantității de precipitații care sunt produse de anumiți nori prin dispersarea în atmosferă a anumitor substanțe care servesc ca nuclee de condensare. Se folosește zăpadă carbonică, iodură de argint sau unele nuclee de condensare hidroscopice, care să favorizeze formarea cristalelor de gheață sau a picăturilor de ploaie.
Aceste însămânțări sunt posibile în condiții limitate, atunci când masele de aer, obligate să se înalțe rapid din cauze orografice, ajung la temperaturi scăzute (-4°, -8 °C) și sunt suprasaturate cu vapori de apă, dar nu există suficienți nuclei de condensare pentru a se desăvârși acest proces și a declanșa ploaia. Procesul de însămânțare se poate face atât din avioane cât și de la sol.
Cele mai semnificative rezultate s-au obținut în sud estul Australiei, unde din 35 de însămânțări de nori cumulus și stratocumulus cu iodură de argint, în 22 de cazuri s-au produs ploi în circa 20 de minute.
Sub auspiciile Air Weather Service, Statele Unite ale Americii au declanșat Operațiunea Popeye prin care s-au însămânțat nori de ploaie peste traseul Ho Chi Minh, ceea ce a dus la creșterea precipitațiilor cu aproximativ treizeci de procente în 1967-1968. Obiectivul operațiunii  a fost o încercare de a prelungi sezonul musonic  pentru ca, datorită ploilor, să fie încetinit traficul camioanelor de aprovizionare.

## Vezi și
- Modificarea climei
- Război meteorologic